# Ludwigshafener SC 1925
Maillots
Le Ludwigshafener SC 1925 est un club sportif allemand localisé dans le district de Ludwigshafen en Rhénanie-Palatinat.
Ce club a la particularité d’être un des plus anciens de l’entité de Ludwigshafen (avec le BSC 1914 Oppau et le FSV Oggersheim) et de n’avoir jamais fusionné avec un autre club.
C'est le club formateur de André Schürrle, international allemand vainqueur de la Coupe du monde de football 2014.

## Histoire
Le cub fut créé le 19 octobre 1925 à la Knoddlehütte sous l’appellation Turn-und Sportverein Hochfeld 1925. Il fut souvent renseigné sous l’appellation SV Hochfeld. Trois ans plus tard, le club aligna une équipe de Dames.
Le club resta dans l'anonymat des séries jusqu'en 1939. Au moment où la Seconde Guerre mondiale débutait avec l’envahissement de la Pologne, l’équipe du SV Hochfeld n'avait plus que neuf joueurs pouvant être aligné. L'équipe "Première" fut dissoute faute de participants et le club n'aligna que des équipes de jeunes, composées d'écoliers ou d'adolescents.
En 1944, les installations du club et son Club-House furent endommagés ou détruits par les bombardements. 
Ce qu’il restait du club fut dissous par les Alliés en 1945. Le 16 octobre 1945, soit à trois jours près, 20 ans après sa fondation, le club fut reconstitué sous l’appellation Algemeine Sportverein (ASV) Hochfeld 1925.
Après la Seconde Guerre mondiale, le club monta au 3e niveau de l’époque, l’Amateurliga Vorderpfalz. En 1951, le club accéda au deuxième étage, nommé alors 2. Oberliga Südwest.
Relégué en fin de saison 1956-1957, le club changea son nom et le 11 mai 1957, il devint le Ludwigshafener SC 1925. 
Lors de la saison 1958-1959, le club monta en Oberliga Südwest (équivalent D1) et y resta quatre saisons, soit jusqu’en 1962-1963. Cette ligue fut alors dissoute à la suite de la création de la Bundesliga. 
Ensuite, le LSC 1925 évolua trois saisons en Regionalliga Südwest (équivalent D1) et fut relégué en fin de saison 1965-1966. Il y remonta en 1967 mais ne parvint pas à s’y maintenir.
Le club joua en Amateurliga Südwest (Niveau 3) jusqu’en 1978. Cette année-là, fut créée une nouvelle ligue instaurée comme Niveau 3: l’Oberliga Südwest. Le Ludwigshafener SC 1925 ne fut pas repris pour y accéder et se retrouva donc au niveau 4.
Depuis lors, le club évolue dans les séries régionales inférieures.